# أردغان
أردغان (بالفارسية: اردغان) هي قرية تقع في قسم ميلانلو الريفي (مقاطعة إسفراين) في إيران. يقدر عدد سكانها بـ 767 نسمة بحسب إحصاء 2016.